# راؤول نانتس
راؤول نانتس (مواليد 20 مارس 1990) هو لاعب كرة يد برازيلي يلعب في النادي الأهلي ومنتخب البرازيل.

## روابط خارجية
- راؤول نانتس على موقع الاتحاد الأوروبي لكرة اليد (الإنجليزية)